# フローレンス・フィンチ
フローレンス・フィンチ（Florence Finch、1893年12月22日 - 2007年4月10日）は、ニュージーランドの最高齢とされた長寿の女性である。
1915年に結婚。1964年までロンドンに滞在していた。その後、1969年にニュージーランドに住んでいた娘の住んでたホークスベイに移住。92歳まで喫煙をしていた。2007年4月10日、ヘースティングの保養所で死去。113歳と109日だった。